# La Tête et la Queue du serpent
La Tête et la Queue du serpent est la seizième fable du livre VII de Jean de La Fontaine situé dans le second recueil des Fables de La Fontaine, édité pour la première fois en 1678.
La source de cette fable est l'apologue d'Ésope "La queue et le corps du serpent".

## Texte de la fable
Le Serpent a deux parties

Du genre humain ennemies,

Tête et Queue ; et toutes deux

Ont acquis un nom fameux

Auprès des Parques cruelles :

Si bien qu'autrefois entre elles

Il survint de grands débats

Pour le pas.

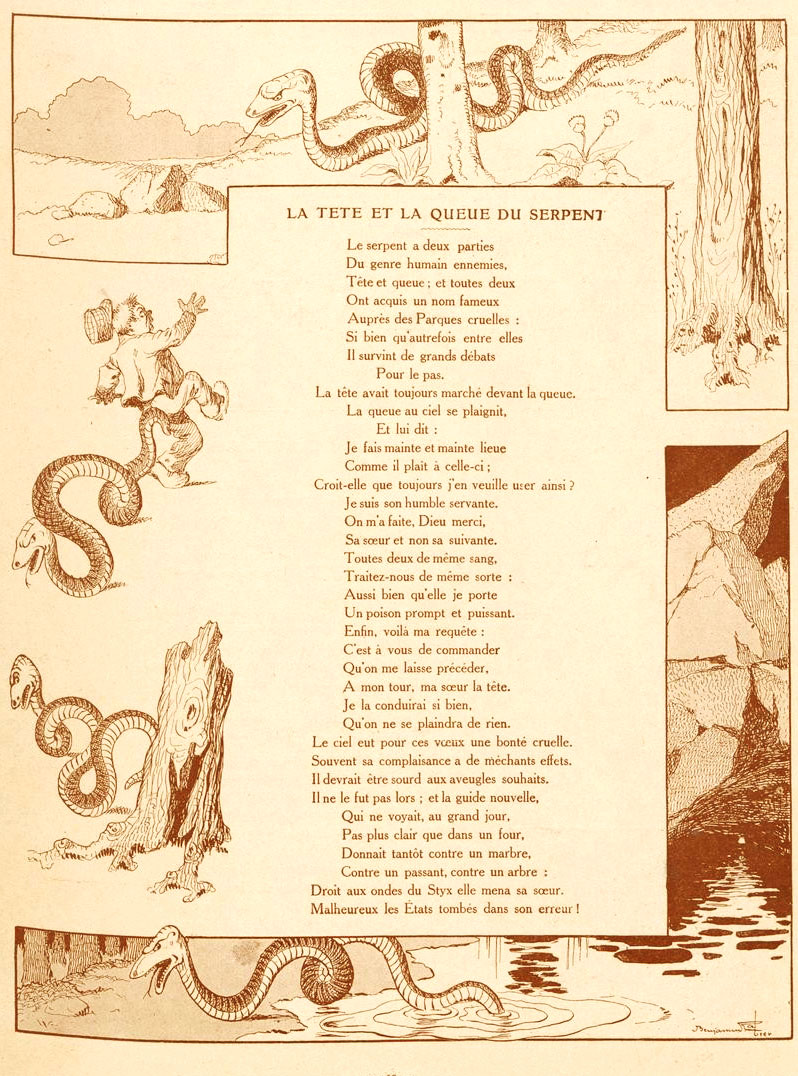
Bande dessinée de Benjamin Rabier (1906)

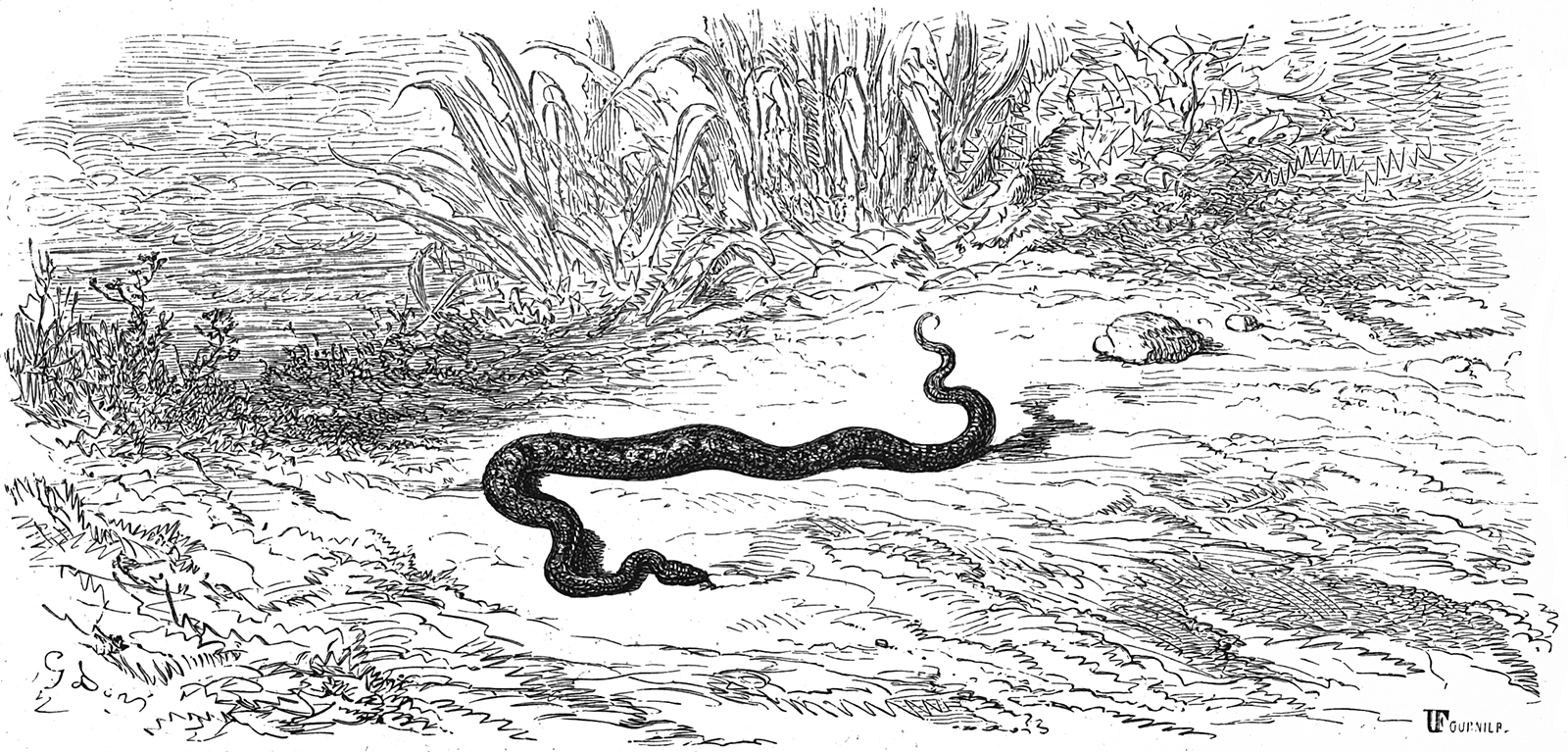
Gravure de Gustave Doré (1876)

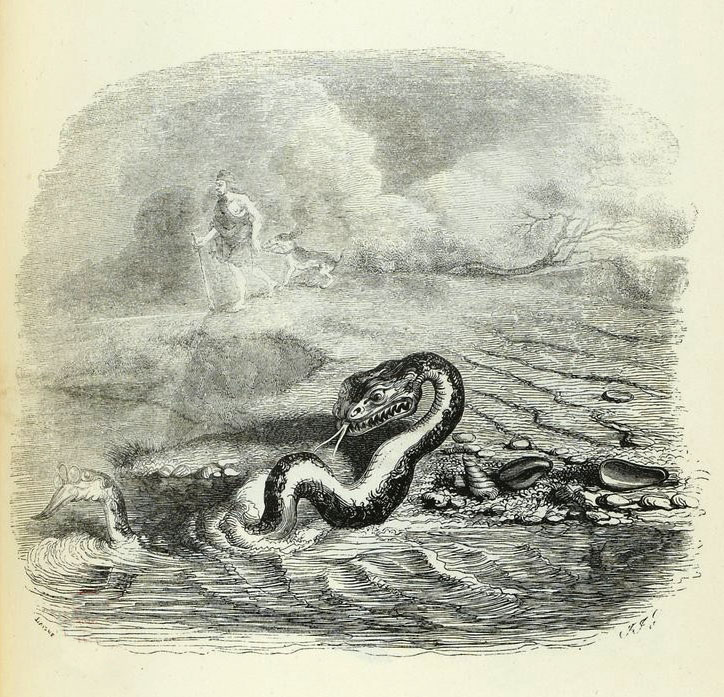
Dessin de Grandville (1838-1840)

La Tête avait toujours marché devant la Queue. 

La Queue au Ciel se plaignit,

Et lui dit : 

Je fais mainte et mainte lieue, 

Comme il plaît à celle-ci.

Croit-elle que toujours j'en veuille user ainsi ?

Je suis son humble servante.

On m'a faite, Dieu merci,

Sa sœur, et non sa suivante.

Toutes deux de même sang,

Traitez-nous de même sorte :

Aussi bien qu'elle je porte

Un poison prompt et puissant.

Enfin voilà ma requête :

C'est à vous de commander,

Qu'on me laisse précéder

A mon tour ma sœur la Tête.

Je la conduirai si bien,

Qu'on ne se plaindra de rien.

Le Ciel eut pour ces vœux une bonté cruelle.

Souvent sa complaisance a de méchants effets.

Il devrait être sourd aux aveugles souhaits.

Il ne le fut pas lors : et la guide nouvelle,

Qui ne voyait au grand jour

Pas plus clair que dans un four,

Donnait tantôt contre un marbre,

Contre un passant, contre un arbre.

Droit aux ondes du Styx elle mena sa sœur.

Malheureux les États tombés dans son erreur.
— Jean de La Fontaine, Fables de La Fontaine, L'Ingratitude et l'Injustice des Hommes envers la Fortune, texte établi par Jean-Pierre Collinet, Fables, contes et nouvelles, Gallimard, « Bibliothèque de la Pléiade », 1991, p. 281

## Éditions
- 1692 : édition Claude Barbin, illustration ;
- 1755-1760 : édition de Desaint et Saillant, quatre volumes, illustrations gravées d'après des dessins de Charles Nicolas Cochin, adaptés d'après ceux de Jean-Baptiste Oudry ;
- 1762 : édition dite des Fermiers généraux, Amsterdam-Paris, imprimé par Barbou, 2 vol. in-8, illustrations de Charles Eisen gravées par Pierre-Philippe Choffard ;
- 1838 : édition Garnier Frères, Paris, non daté, illustration de Grandville ;
- 1868 : édition Louis Hachette, illustrations de Gustave Doré gravées par Louis Édouard Fournier ;
- 1906 : édition de la Librairie Jules Tallandier, Paris, 310 compositions dont 85 en couleur, illustration de Benjamin Rabier ;
- 1921 : édition Garnier frères, grand in-4, illustrations de Jules David et Granville ;
- 1952 : édition Verves, Teriade,  100 illustrations de Marc Chagall ;
- 2010 : édition du Reader's Digest, illustrations de Gustave Doré.